# Atenció compartida

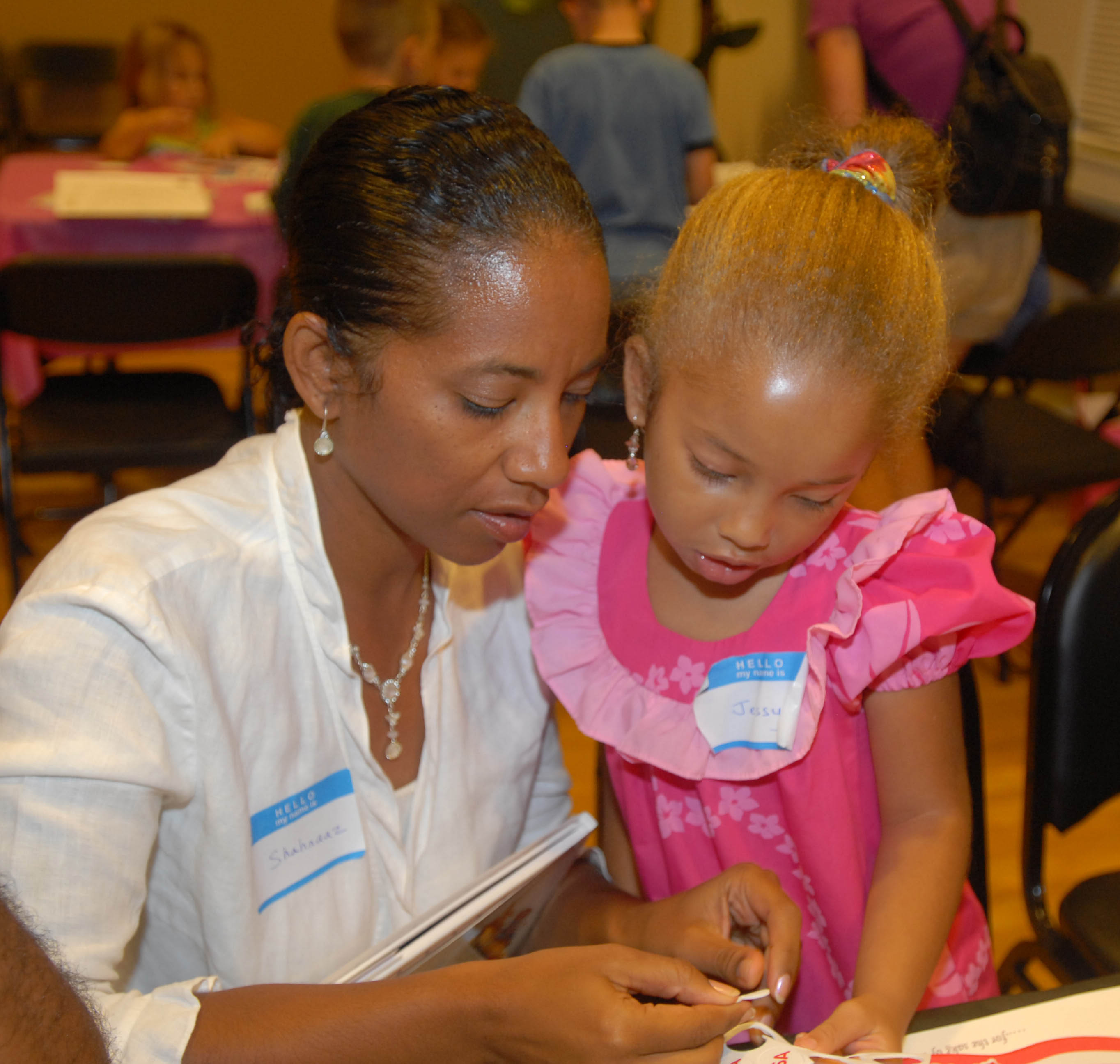
Un pare i un fill participen amb una atenció conjunta

L'atenció compartida o atenció conjunta es dona quan dos individus posen el focus d'atenció en un mateix objecte. S'aconsegueix quan un individu alerta un altre d'un objecte mitjançant una mirada als ulls, assenyalant o fent altres indicacions no verbals o verbals. Un individu mira a un altre individu, assenyala un objecte i després torna la seva mirada a l'individu. Scaife i Bruner van ser els primers investigadors a presentar una descripció transversal de la capacitat dels nens per seguir la mirada dels ulls l'any 1975. Van trobar que la majoria dels nens d'entre vuit i deu mesos seguien el trajecte de la mirada, i que tots els nens d'11 a 14 mesos podien compartir l'atenció. Aquesta investigació inicial va demostrar que era possible que un adult posés determinats objectes de l'entorn a l'atenció d'un lactant mitjançant la mirada dels ulls.
La investigació posterior demostra que dues habilitats importants en l'atenció compartida són seguir la mirada dels ulls i identificar la intenció. La capacitat de compartir la mirada amb un altre individu és una habilitat important per establir una referència. La capacitat d'identificar la intenció és important en la capacitat d'un nen per aprendre el llenguatge i dirigir l'atenció dels altres. L'atenció compartida és important per a molts aspectes del desenvolupament del llenguatge, incloses la comprensió, la producció i l'aprenentatge de paraules. Els episodis d'atenció compartida proporcionen als nens informació sobre el seu entorn, permetent als individus establir una referència a partir del llenguatge parlat i aprendre paraules. El desenvolupament socioemocional i la capacitat de participar en relacions normals també estan influenciats per les capacitats d'atenció compartida. La capacitat d'establir l'atenció compartida pot veure's afectada negativament per la sordesa, la ceguesa i els trastorns del desenvolupament com l'autisme.
Altres animals com els grans simis, els gossos i els cavalls també mostren alguns elements d'atenció compartida.